# Phyllodromica retowskii
Phyllodromica retowskii är en kackerlacksart som först beskrevs av Krauss 1888.  Phyllodromica retowskii ingår i släktet Phyllodromica och familjen småkackerlackor. Inga underarter finns listade i Catalogue of Life.